# Bilia
Bilia település Franciaországban, Corse-du-Sud megyében. Lakosainak száma 53 fő (2022. január 1.). Bilia Grossa, Propriano és Sartène községekkel határos.

## Népesség
A település népességének változása:
| Lakosok száma | 58   | 38   | 41   | 48   | 47   | 44   | 46   | 50   | 52   | 53   |
|               | 1968 | 1982 | 1990 | 2006 | 2013 | 2015 | 2017 | 2019 | 2020 | 2022 |